# Chiesa di Santo Stefano (Viggiù)
La chiesa di santo Stefano protomartire è un edificio sacro di Viggiù.

## Storia e descrizione
La chiesa all'inizio era formata da un primitivo edificio, in forme romaniche, innalzato all'estremità del paese al termine della corona di case, che costituivano un ampio ed alto anfiteatro verso la Valceresio. La chiesa fu ampliata nel XV secolo fino a raggiungere le attuali dimensioni: tre ampie navate, suddivise in quattro campate, delimitate agli estremi da sei colonne monolitiche in pietra di Saltrio e sormontate da capitelli.
L'intervento che segnò maggiormente la struttura dell'edificio, fu la trasformazione tardo-cinquecentesca a cura dell'architetto viggiutese Martino Longhi il vecchio, il quale ne realizzò la facciata con l'ampio portico ed il campanile dall'imponente mole, che raggiunge l'altezza di 45 metri. La chiesa, ormai definita nelle sue forme rinascimentali, veniva successivamente abbellita lungo il lato sinistro da alcune cappelle. 

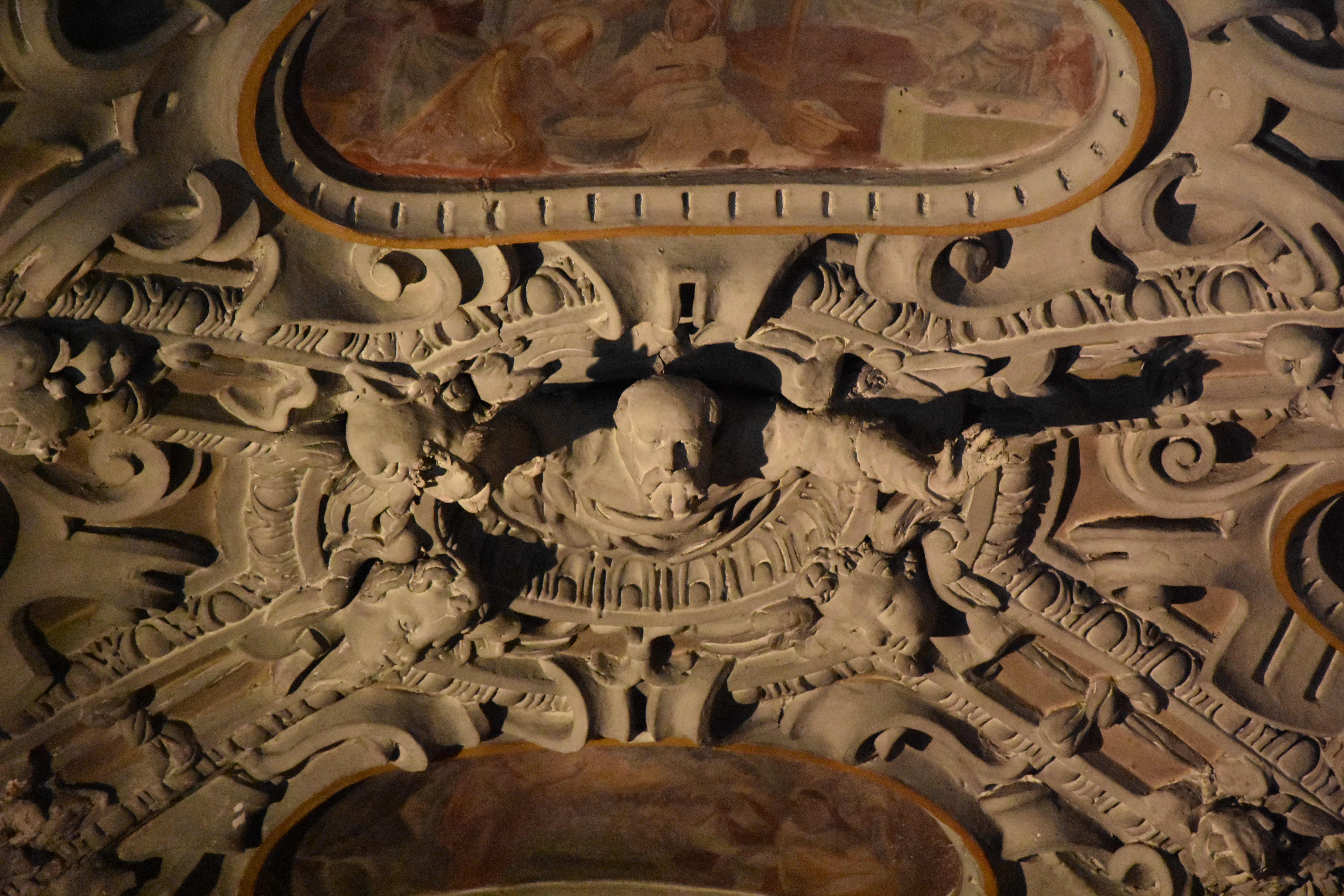
Particolare dello stucco del Padre Eterno

All'inizio della navata sinistra si incontra la cappella seicentesca intitolata a san Giovanni Battista e Sant'Orsola. Nell'architettura sono chiarissimi i segni caratteristici del manierismo lombardo. L'altare, eretto nel 1763, inquadra una tela seicentesca che raffigura l’Assunzione in cielo di Maria tra i Santi: Giovanni Battista e Orsola in primo piano, cui fanno da sfondo santa Caterina d'Alessandria e sant'Apollonia sulla destra, San Lorenzo e San Sebastiano sulla sinistra; in basso a sinistra si può vedere il ritratto di Sebastiano Longhi, committente della tela. Significative, poi, anche le tele del morazzoniano Isidoro Bianchi, che ornano le pareti laterali della cappella: a sinistra il Martirio di S. Orsola, a destra la Decollazione del Battista. Nelle lunette della volta vengono riproposte, ad affresco, le scene del martirio dei santi cui è dedicata la cappella. La volta con ricchi stucchi seicenteschi, ha al centro un'immagine a rilievo del Padre Eterno. 
Proseguendo verso l'altare maggiore si trova la settecentesca cappella della Madonna del Carmelo; l’altare, in marmi policromi, realizzato su disegno dell'architetto viggiutese Carlo Maria Giudici, conserva, oltre alla statua lignea della "Madonna del Carmelo", altre due statue lignee del XVII secolo, dedicate a san Francesco d'Assisi ed a santa Maria Egiziaca. Alle pareti tele di Isidoro Bianchi di Campione d'Italia con a sinistra la Nascita della Madonna e a destra la Nascita del Messia; nella volta scene relative alla vita di Maria: a sinistra la Presentazione di Maria al tempio, a destra, lo Sposalizio della Vergine.
Segue, la cappella del Santo Cuore, in origine dedicata a Santa Caterina d'Alessandria, con altare del 1780, opera del viggiutese Stefano Argenti, su disegno dell'architetto Gabriele Longhi. La statua del Sacro Cuore, in marmo di Carrara, è opera novecentesca dello scultore Luigi Bottinelli; la parete di sinistra reca un affresco con le nozze mistiche di Santa Caterina.
La navata di sinistra termina con l'altare del Crocifisso, con l’ancona eseguita nel 1727, da Onorato Buzzi e ornata sulla sommità da putti e sudario, opera di Elia Vincenzo Buzzi.
L'altare maggiore, in mezzo all'ampio presbiterio, risale alla prima metà del Settecento 1737-1739 ed è opera di Giovan Battista Giudici. A destra dell'altare maggiore sorge il settecentesco altare dedicato a sant'Antonio di Padova, in origine dedicato a San Rocco, della cui struttura architettonica fanno parte due angioletti, opera del noto scultore viggiutese Elia Vincenzo Buzzi.
Infine, sulla parete della navata destra, si trova l'altare dedicato all'Annunciazione, realizzato nel 1764, su disegno di Carlo Maria Giudici, è sormontato da una tela, donata dal noto architetto viggiutese, Flaminio Ponzio, che rappresenta l'Annunciazione a Maria Vergine tra angeli cantori e musici.

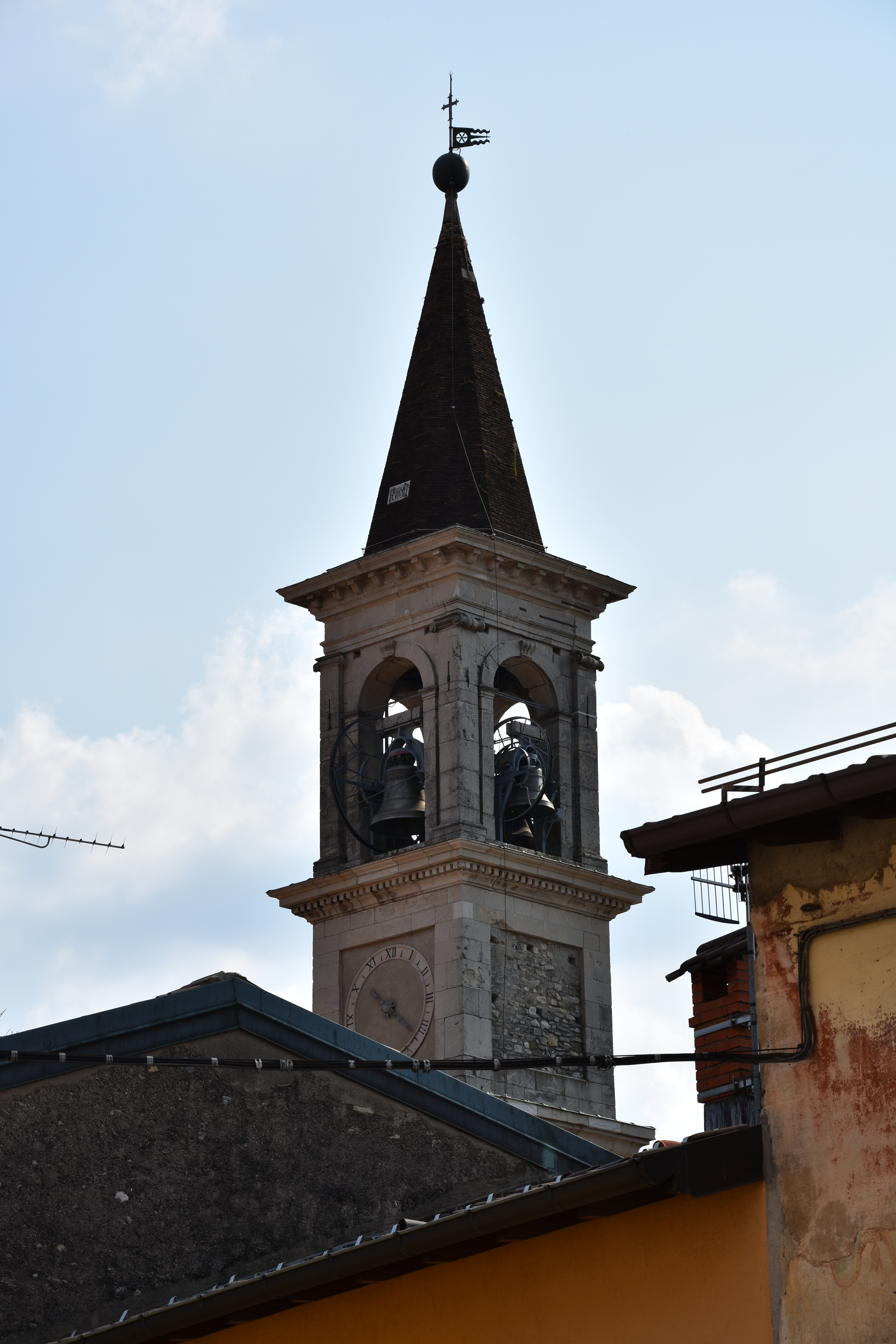
La sommità del campanile

Una lapide sotto l'avanportico della chiesa ricorda come, lunedì 30 ottobre 1413, Sigismondo di Lussemburgo, figlio di Carlo IV, già da tre anni eletto re dei Romani, dalla chiesa di Santo Stefano datò una lettera regia con la quale rendeva nota la sua scelta della città di Costanza come sede di un Concilio Generale, indetto per porre fine allo scisma che affliggeva la Chiesa e per dipanare la confusa situazione provocata dalla contemporanea presenza sul trono di Pietro di tre papi: Papa Gregorio XII, Papa Giovanni XXIII e Papa Benedetto XIII.
La chiesa, all'inizio degli anni '50, su progetto dell'architetto Enrico Castiglioni, venne ampliata con una nuova e capiente aula, sul lato sinistro del presbiterio; all'interno della sua architettura, dalle moderne linee sinuose, trova collocazione un'interessante tela seicentesca (donata dalla famiglia Longhi), raffigurante il Martirio di Santo Stefano.
Il piazzale antistante la chiesa è dovuto, per la parte sinistra a lavori di bonifica del vecchio cimitero, mentre per la parte destra a un intervento di progettazione di Gabriele Longhi che chiude, con ampi muri di sostegno, il dislivello della parte antistante la chiesa.
La festività che celebra il Santo Patrono, contrariamente alla tradizione che vuole tale rito il 26 dicembre, si svolge il 3 agosto in ricordo del rinvenimento delle ossa del santo avvenuto in tale data.